# Леопольд, Альдо
Альдо (Олдо) Леопольд (англ. Aldo Leopold, 11 января 1887, Берлингтон, Айова — 21 апреля 1948, Барабу, Висконсин) — американский экоактивист и писатель, защитник окружающей среды, лесник. Профессор Университета Висконсина.
Оказал большое влияние на развитие современных представлений об экологической этике и на движение за сохранение дикой природы. Считается одним из основателей науки о природопользовании, самым важным американским экоактивистом 20-го века.
Наиболее известен как автор книги «A Sand County Almanac» (1949; русский перевод — «Календарь песчаного графства», М., Мир, 1980, 1983), которая была продана в количестве более двух миллионов экземпляров.
Умер от сердечного приступа, участвуя в тушении лесного пожара на участке своего соседа по ферме.
У Альдо было пять детей, трое из них были избраны академиками НАН США, что является доныне единственным случаем в истории Академии избрания в неё троих братьев и сестер. Младшим его ребёнком была Эстелла Леопольд, американский ученый-ботаник и природозащитница, палеоэколог, палинолог, член НАН США с 1974 года.

## Библиография

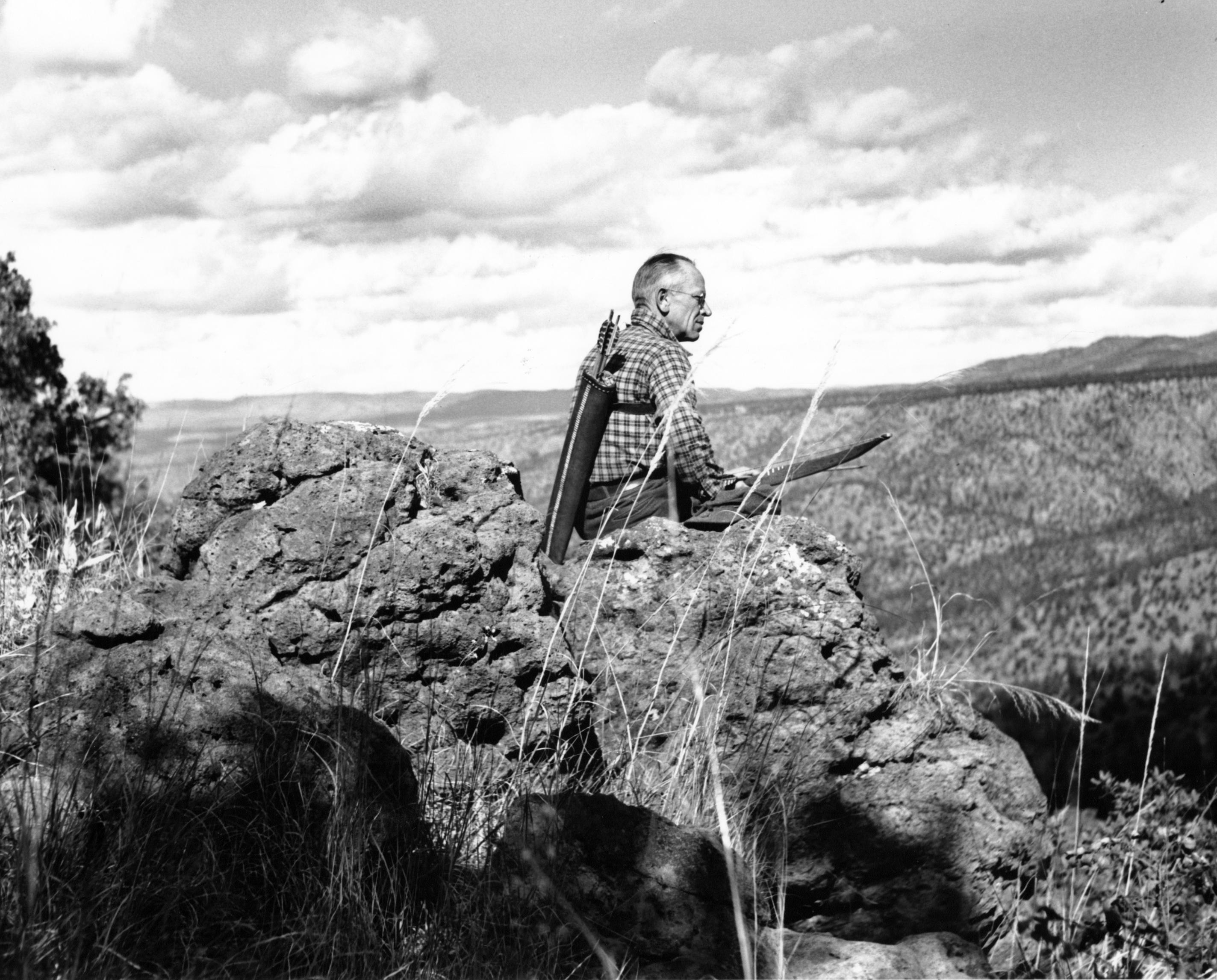
Альдо Леопольд с колчаном и луком сидит на скале над Рио-Гавилан на севере Мексики во время охоты, 1938 г.